# Servizio centrale operativo
Il Servizio centrale operativo è un reparto della Direzione centrale anticrimine della Polizia di Stato. Coordina le squadre mobili delle questure italiane e l'attività investigativa sulla criminalità organizzata.

## Storia
Viene istituito nel novembre 1989 per coordinare le squadre mobili. Confermato con il decreto legge 13 novembre 1990, n. 324 e il decreto legge 13 maggio 1991, n.152, convertito dalla legge 12 luglio 1991, che prevedeva l'istituzione di "Servizi centrali ed interprovinciali di polizia giudiziaria della Polizia di Stato, dell'Arma dei Carabinieri (Raggruppamento Operativo Speciale) e della Guardia di Finanza (GICO)" al fine di assicurare il collegamento delle attività investigative relative ai delitti di criminalità organizzata. Le attuali competenze, che prevedono anche operazioni all'estero, sono state definite dal decreto interministeriale 25 ottobre 2000.
Tra i direttori dello SCO vi sono stati futuri capi della polizia come Gianni De Gennaro, Alessandro Pansa
Il servizio nel 2008 ha ricevuto la medaglia d'oro al merito civile alla bandiera.

## Organizzazione
Il servizio è organizzato in tre divisioni, cui fanno capo diverse sezioni:
- I Divisione: attività investigative svolte dalle Squadre mobili e dai servizi interprovinciali in materia di criminalità organizzata; rapporti con DIA, SCICO,  ROS, NIC. Coordina e concorre alle indagini di particolare complessità nei confronti di organizzazioni criminali mafiose e delle loro proiezioni ultraregionali e internazionali. Svolge compiti di propulsione, raccordo informativo ed investigativo anche in tema di riciclaggio di denaro, ecomafia e infiltrazioni criminali nel settore legale dei giochi e delle scommesse. Partecipa direttamente alla ricerca ed alla cattura dei latitanti più pericolosi, alle indagini sui delitti di mafia più gravi e sui sequestri di persona a scopo di estorsione; assicura le procedure per lo svolgimento dei colloqui investigativi, delle intercettazioni preventive e delle attività cosiddette “sottocopertura” nel settore del traffico di armi e del riciclaggio di denaro;[5] elabora e dirama metodologie di indagine per il contrasto delle manifestazioni criminali mafiose di maggiore gravità; cura i rapporti con la Direzione nazionale antimafia, la Direzione investigativa antimafia e i Servizi centrali delle altre forze di polizia. Nell'ambito della cooperazione e collaborazione nella lotta al crimine organizzato transnazionale, nella divisione è operativo un ufficio di collegamento con l'FBI, il cui protocollo d’intesa prevede lo svolgimento di indagini congiunte.[5]
- II Divisione: attività investigative svolte dalle Squadre mobili e dalle squadre di Polizia giudiziaria non attinenti al crimine organizzato. Coordina e concorre alle attività investigative sulle organizzazioni criminali dedite al traffico illecito di stupefacenti, alla riduzione in schiavitù, alla tratta di esseri umani e sui delitti più gravi, in contesti non riconducibili alla criminalità organizzata; assicura le procedure per lo svolgimento delle attività cosiddette “sottocopertura” per il contrasto al traffico di stupefacenti, elabora e dirama metodologie di indagine rivolte al contrasto di manifestazioni della criminalità comune di maggiore gravità; per la Polizia di Stato è referente Europol, Sirene (Supplementary information request at national entries) e Direzione centrale per i servizi antidroga; in Libia, investigatori della Divisione sono operativi in una task force costituita per acquisire informazioni utili a ricostruire le rotte dei flussi di immigrazione clandestina, il modus operandi e le caratteristiche dei sodalizi delinquenziali transnazionali.[6]
- III Divisione: Affari generali, settore informatico, delle tecnologie, della logistica e delle comunicazioni; qualificazione e aggiornamento professionale.[7]

## Direttori
L'attuale dirigente è il dott. Vincenzo Nicolì
| Direttori              | Durata    |
| ---------------------- | --------- |
| Gianni De Gennaro      | 1989–1991 |
| Achille Serra          | 1991–1993 |
| Nicola Simone          | 1993–1994 |
| Rino Monaco            | 1994–1996 |
| Alessandro Pansa       | 1996–2000 |
| Francesco Gratteri     | 2000–2003 |
| Lucio Carluccio        | 2003–2005 |
| Gilberto Caldarozzi    | 2005–2012 |
| Maria Luisa Pellizzari | 2012–2013 |
| Raffaele Grassi        | 2013–2015 |
| Renato Cortese         | 2015–2017 |
| Alessandro Giuliano    | 2017–2019 |
| Fausto Lamparelli      | 2019–2023 |
| Vincenzo Nicolì        | 2023-     |